# Euromaster
Die EUROMASTER GmbH ist ein Unternehmen für Reifen- und Autoservice. Sie ist eine Tochtergesellschaft des Reifenherstellers Michelin. In 17 europäischen Ländern betreibt Euromaster 2.300 Filialen und beschäftigt 11.800 Mitarbeiter, davon rund 2000 in Deutschland. In Deutschland betreibt Euromaster 350 eigene Servicecenter und Franchisebetriebe. Der Hauptsitz befindet sich in Mannheim.

## Geschichte
Das Unternehmen entstand 1991 durch Umfirmierung der in den 1980er Jahren gegründeten Sarona GmbH. Im Jahr 2003 übernahm Euromaster die Viborg GmbH. Diese wiederum entstand 2001 aus dem 1919 gegründeten Unternehmen Gummi-Mayer und dem 1958 gegründeten Unternehmen Stinnes Reifendienst.
Im März 2012 verpflichtete das Unternehmen im Rahmen einer Werbekampagne anlässlich des 20-jährigen Bestehens die Neue-Deutsche-Welle-Band Extrabreit für eine Neuaufnahme des bereits einmal von diesen erfolgreich interpretierten Klassikers Für mich soll's rote Rosen regnen von Hildegard Knef.
2013 wurde das Unternehmen zum vierten Mal in Folge von der Fachzeitschrift Autoflotte als bester Reifendienstleister mit dem Flotten-Award geehrt.
2015 ging Geschäftsführer Matthias Schubert für eine RTL-Sendung Undercover Boss inkognito als Mitarbeiter in diverse Filialen.
Ab Juni 2015 sollte Euromaster unter der Leitung des neuen deutschen Geschäftsführers Andreas Berents von einem reinen Autoreifendienstleister zum kompletten Autodienstleister umgewandelt werden. Berents wollte schrittweise alle Service-Center in Autowerkstätten umbauen. Weiterhin wurden intensiv Ganzjahresreifen beworben, um den Druck der massiven Auftragseingänge in der Winterreifen-Saison von den Werkstätten zu nehmen.
2017 wurde der Unternehmenssitz mit 130 Arbeitsplätzen von Kaiserslautern nach Mannheim verlegt.
Im März 2022 kündigte das Unternehmen den Ausbau einer bereits bestehenden Kooperation mit Arval, einem Fahrzeugleasinganbieter mit rund 90.000 Fahrzeugen in Deutschland, an.

## Angebot
Kunden sind natürliche als auch nationale und internationale juristische Personen (Unternehmen). Die größte Flotte, die das Unternehmen 2011 gemeinsam mit Michelin unter Vertrag genommen hat, ist die der Deutschen Post mit rund 30.000 Fahrzeugen.

## Auszeichnungen
2015 wurde das Unternehmen zum sechsten Mal in Folge von knapp 8.000 Lesern der Fachzeitschriften trans aktuell, lastauto omnibus und Fernfahrer zum beliebtesten Reifendienstleister gekürt.

## Film
- Die Reife(n)prüfung.[11] Die Werkstattkette Euromaster im Umbruch. Dokumentarfilm, Deutschland, 2016, 29:42 Min., Buch und Regie: Bernd Schmitt, Produktion: SWR, Reihe: made in Südwest, Erstsendung: 20. Januar 2016 bei SWR.[12]